# Придди, Уильям
Уильям Рид Придди (англ. William Reid Priddy; 1 октября 1977 года, Ричмонд, Виргиния) — американский волейболист, доигровщик, олимпийский чемпион 2008 года.

## Спортивная биография

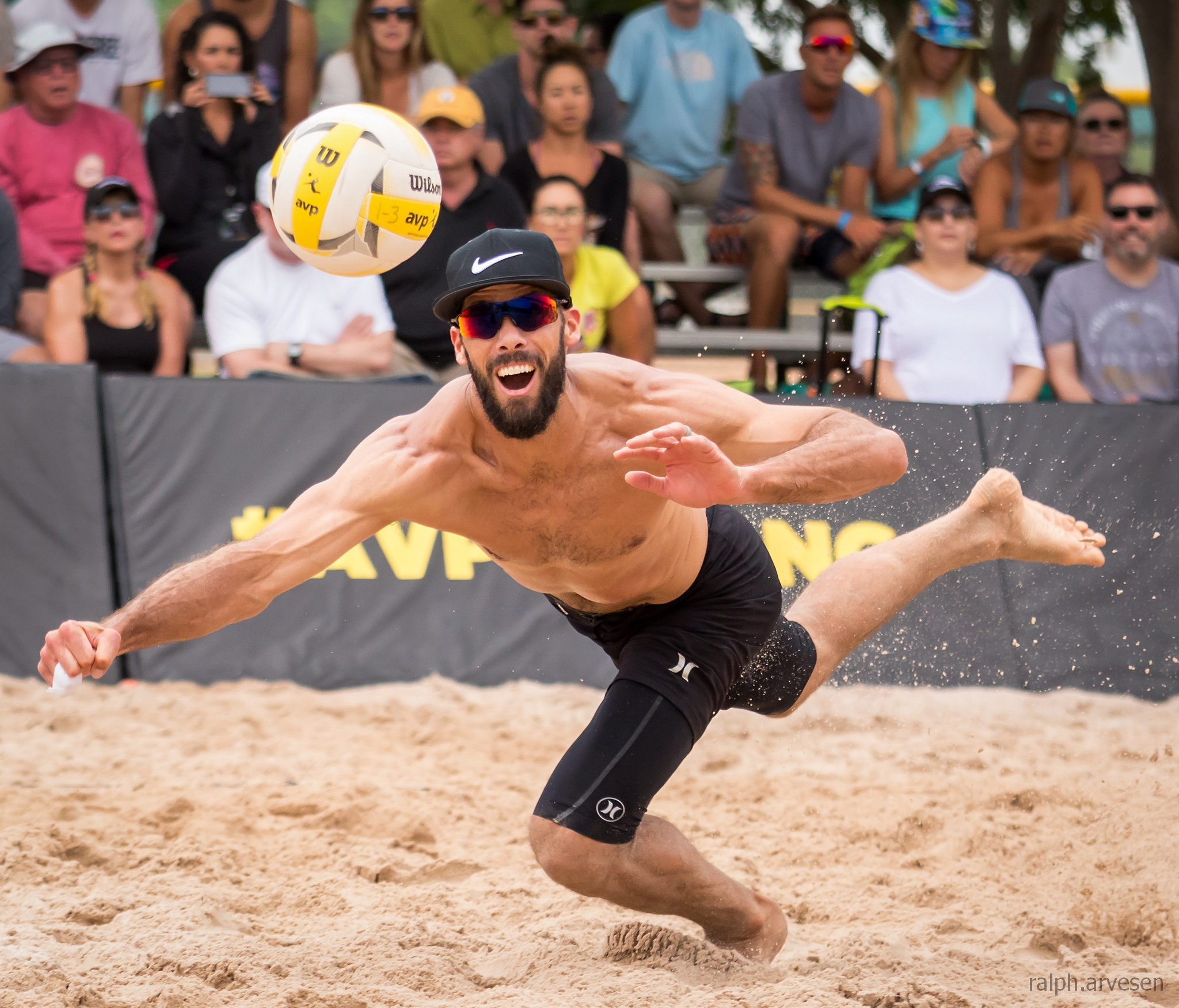
2017 год

Уильям Придди родился в Ричмонде, играть в волейбол начинал в Финиксе (штат Аризона) в возрасте 15 лет. Первое время выступал за школьные и студенческие команды в амплуа связующего, затем переквалифицировался в нападающие. В 1995 году в составе команды старшей школы Финикса стал чемпионом штата. После окончания школы в мае 1996-го поступил в университет Лойола Мэримаунт в Лос-Анджелесе. В 1998—2000 годах входил в символическую студенческую сборную США по версии ассоциации тренеров. В 2000 году окончил университет с дипломом специалиста по коммуникациям.
В 1999 году дебютировал в сборной США. В мае 2000 года был включён в расширенный состав американской олимпийской команды, но на Олимпийские игры в Сиднее не попал. С осени 2000-го начал выступления в клубе итальянской серии A1 «Форли», через год перешёл в австрийский «Хот-Волейс» и под руководством Хью Маккатчена выиграл чемпионат и Кубок Австрии, в сезоне 2002/03 стал обладателем Кубка Греции в составе клуба «Никеяс». Летом он возвращался в США и выступал в серии турниров AVP по пляжному волейболу.
На чемпионате мира 2002 года в Аргентине Уильям Придди был самым результативным игроком сборной США, на Олимпийских играх-2004 в Афинах сыграл во всех 8 матчах сборной и стал вторым по результативности в команде. После Олимпиады снова выступал в Италии, а затем в Южной Корее.
В 2007 году, когда сборная США впервые в своей истории стала призёром Мировой лиги, Уильяму Придди удалось в полной мере проявить своё мастерство и универсализм: в споре самых результативных игроков американец уступил только диагональному сборной России Семёну Полтавскому, заняв при этом 6-е место по эффективности атаки, 5-е в рейтинге подающих и 8-е по эффективности приёма. В 2007 году он также выиграл Кубок Америки и чемпионат NORCECA и стал лидером сборной США по набранным очкам во всех международных турнирах сезона. Осенью того же года Уильям Придди продолжил клубную карьеру в России — в новосибирском «Локомотиве».
В 2008 году в составе сборной США стал победителем Мировой лиги и Олимпийских игр в Пекине. В финальном турнире Мировой лиги он снова занял второе место по результативности (после Ивана Мильковича) и вошёл в десятку лучших игроков по игре в нападении и на подаче. На Олимпиаде в 8 матчах набрал 112 очков, став 4-м по результативности на турнире, показал пятый результат на подаче и десятый — на приёме.
В конце 2008 года Уильям Придди был самым ценным игроком «Финала четырёх» Кубка России, состоявшегося в Новосибирске. В местном «Локомотиве» он выступал до 2010 года, затем перешёл в казанский «Зенит», в его составе стал двукратным чемпионом России и победителем Лиги чемпионов в сезоне 2011/12 годов. В июне 2012 года подписал контракт на один сезон с турецким «Халкбанком», в составе команды из Анкары выиграл Кубок Европейской конфедерации волейбола. В начале 2016 года выступал за итальянский клуб «Лубе».
На Олимпийских играх в Рио-де-Жанейро Уильям Придди стал бронзовым призёром. По ходу турнира он получал немного игрового времени, но отличился в поединке за бронзу против сборной России, успешно заменив Аарона Рассела и набрав 18 очков. По окончании олимпийского турнира объявил о завершении карьеры в сборной США.
После окончания карьеры в классическом волейболе выступал в пляжном.

## Достижения

### Со сборной США
- Олимпийский чемпион (2008).
- Бронзовый призёр Олимпийских игр (2016).
- Победитель Мировой лиги (2008), серебряный (2012) и бронзовый (2007) призёр Мировой лиги.
- Чемпион NORCECA (2003, 2005, 2007), серебряный призёр (2009).
- Серебряный призёр Большого чемпионского Кубка (2005).
- Обладатель Кубка Америки (2005, 2007).
- Обладатель Панамериканского Кубка (2006).

### В клубной карьере
- Чемпион и обладатель Кубка Австрии (2001/02).
- Обладатель Кубка Греции (2003).
- Чемпион России (2010/11, 2011/12).
- Финалист Кубка России (2009).
- Серебряный призёр чемпионата и обладатель Кубка Турции (2012/13).
- Победитель Лиги чемпионов (2011/12), финалист (2010/11) и бронзовый призёр (2015/16) Лиги чемпионов.
- Обладатель Кубка Европейской конфедерации волейбола (2012/13).
- Бронзовый призёр клубного чемпионата мира (2011).

### Личные
- Лучший принимающий Кубка Америки (2007).
- MVP «Финала четырёх» Кубка России (2008)[6].
- MVP финала Кубка Европейской конфедерации волейбола (2013).
- Лучший принимающий чемпионата Турции (2012/13).
- Участник Матчей звёзд России (2008, 2009, 2010, 2011).